# Jan Thomée
Johannes "Jan" Thomée (Delft, 4 de dezembro de 1886 - 1 de abril de 1954) foi um futebolista neerlandês, medalhista olímpico.
Jan Thomée competiu nos Jogos Olímpicos de Verão de 1908 em Londres. Ele ganhou a medalha de bronze.